# Daniel Buren
Pour les articles homonymes, voir Buren.
Daniel Buren, né le 25 mars 1938 à Boulogne-Billancourt (Seine), est un artiste français, peintre, sculpteur, plasticien. 
Il a remporté de nombreux prix dont le Lion d'Or du meilleur pavillon de la Biennale de Venise (1986), l'International Award for best artist de Stuttgart (1991) et le Premium Imperiale pour la peinture de Tokyo en 2007. 
Il a notamment réalisé plusieurs installations célèbres dans le monde entier parmi lesquelles Les Deux Plateaux (1985) dans la Cour d'honneur du Palais-Royal. Il fait partie des artistes les plus actifs et reconnus de la scène internationale, et son œuvre a été accueillie par les plus grandes institutions et par les sites les plus divers dans le monde entier.

## Biographie
Daniel Buren intègre, en septembre 1958, l’École des métiers d’arts où il étudie la peinture et la décoration générale.
Daniel Buren développe, dès le début des années 1960, une peinture de plus en plus radicale qui joue à la fois sur l’économie des moyens mis en œuvre et sur les rapports entre le fond (le support) et la forme (la peinture).
En 1965, il peint des tableaux qui mêlent formes arrondies et bandes de tailles et de couleurs diverses. Peignant déjà sur des tissus rayés, il se tourne vers une toile de store à bandes verticales alternées, blanches et colorées, d’une largeur de 8,7 cm. Ce support le fascine car il lui permet d’aborder l’art d’une manière impersonnelle. Peu à peu, Daniel Buren veut réduire son intervention picturale pour arriver à ce qu'il appelle le « degré zéro » de la peinture. Dans cette optique, il produit en 1967 plusieurs peintures sur tissu rayé. Le principe est de recouvrir de peinture blanche les deux bandes extrêmes (extérieures) colorées,.
Le 3 janvier de la même année, il va être invité à participer à une exposition nommée « 18e Salon de la Jeune Peinture » Il y invite 3 de ses amis : Olivier Mosset, Michel Parmentier et Niele Toroni formant ainsi le groupe B.M.P.T.. Les quatre artistes se rejoignent autour de la pratique commune de la répétition systématique d’un même motif, ainsi que la volonté de s’opposer radicalement à la scène artistique parisienne, très académique et dominée alors par l’École de Paris. Le groupe BMPT n’examinent pas seulement les limites physiques de la peinture, mais également les frontières sociales et politiques de l’environnement artistique. Daniel Buren décline ainsi une infinité de possibilités à partir des bandes, exprimant chacun de ses travaux in situ du lieu où l’œuvre est réalisée. La précision, la rigueur et la radicalité sont alors poussées à l’extrême.
Lors de cette journée, les artistes produiront leurs œuvres sur place (des toiles de 2,50 m sur 2,50 m) : une toile rayée verticalement pour Buren, une toile blanche et marquée en son centre d’un cercle noir pour Mosset, la toile de Parmentier est traversée de larges bandes horizontales, et enfin celle de Toroni est marquée à intervalles réguliers de l’empreinte d’un pinceau no 50. Une fois les œuvres exposées et l’exposition ouverte, les artistes décrochent aussitôt leurs œuvres et affichent la banderole : « BUREN MOSSET PARMENTIER TORONI N'EXPOSENT PAS ». À la suite de cela, le groupe exposera à d’autres reprises (Manifestation 2, 3 et 4) en essayant toujours de répondre au « programme minimum d’action » mis en place précédemment.
En septembre/novembre 1967, après leur quatrième manifestation à la 5e biennale de Paris, le groupe se sépare, n’ayant plus tout à fait les mêmes principes et la même vision du statut de l’artiste.
Une fois redevenu indépendant, Daniel Buren mène une réflexion sur la peinture, sur ses modes de présentation et, plus largement, sur le mur, l'espace et le problème de l'exposition.
Très vite, Daniel Buren met en avant des axes d’interrogations dans ses œuvres, qui gravitent autour d’une question centrale : le lieu qui accueille ces œuvres et pour lequel elles sont conçues, :
- Le travail in situ : le lieu qui les accueille et pour lequel elles sont conçues. Le « travail in situ » impose une nouvelle dynamique du regard et caractérise depuis une grande partie de ses interventions. « La répétition invariable d'un même motif, dont seul le matériau subira quelques changements, a pour l'artiste fonction d'« outil visuel ». Dénuées de tout contenu sémantique intrinsèque, les bandes verticales rejettent l'attention sur le contexte qui les accueille. Depuis les affiches collées clandestinement dans les rues parisiennes en 1967 jusqu'aux drapeaux disposés sur les toits de la capitale à l'occasion d'une exposition du Centre Georges-Pompidou en 1977, c'est dans l'itinérance même du motif que réside l'enjeu d'une œuvre vouée de part en part à mettre en doute l'autonomie de l'objet d'art[14] ».
- Le travail situé : Le travail in situ, indissociable du lieu dans lequel il a été conçu, est par définition non déplaçable. Mais il existe une deuxième catégorie d’œuvres qui peuvent circuler, en suivant des règles définies, c’est ce que Daniel Buren nomme les travaux situés. Ces dispositifs ont la capacité de s’adapter a différentes situations, à partir du moment ou leurs caractéristiques et instructions sont respectées. Ce sont des travaux mobiles dont on peut voir différentes combinaisons. Daniel Buren emploie pour les caractériser la métaphore du théâtre : à chaque réinstallation, c’est une pièce de théâtre que l’on rejoue, le texte n’a pas bougé, mais la mise en scène, le décor n’ont rien a voir avec la première représentation, et en changent considérablement notre appréhension, tout comme elles changent l’apparence de la scène[15].
- L’outil visuel est défini par Daniel Buren comme le seul élément immuable et invariable des œuvres de Daniel Buren, ce sont ces bandes verticales alternées caractéristiques, blanches et colorées, de 8,7cm de large, qu’il remarque sur un tissu du marché Saint-Pierre en 1965. Ce motif lui apparaît alors comme un instrument révélateur à déployer dans l’espace, la base d’un vocabulaire à inventer. En effet, disposé judicieusement, il attire l’attention en même temps qu’il s’intègre au site. A la manière de ponctuations, ces bandes répétées, devenues en 1968 un « outil visuel », révèlent des dimensions, des rythmes, elles incitent le spectateur à regarder autrement. Mais c’est aussi un leurre que l’artiste tend : il ne faudrait pas considérer l’outil visuel comme un motif en soi, répété à l’envi. L’œuvre de Daniel Buren n’est pas là, mais bien dans ce que ce signe montre et révèle au spectateur attentif[15].
- La photographie : Daniel Buren a toujours porté une attention particulière à l’usage de la photographie, et aux confusions ou paradoxes qu’elle peut engendrer dans le monde de l’art. Lorsqu’il a achevé un travail, il réalise lui-même des photographies qu’il appelle les photos-souvenirs car ces images, nécessairement fragmentaires, ne sont ni l’œuvre, ni sa copie, ni son équivalent d’aucune manière : elles ne sont que des aide-mémoires. C’est pourquoi il n’expose jamais ces photographies comme des œuvres, ni ne les vend, elles ne circulent que sous forme documentaire. Rien ne peut remplacer l’expérience visuelle et plastique de l’œuvre d’art, même si celle-ci est éphémère. Les photographies, souvenirs lacunaires, imposant un seul point de vue, manipulant la perception, doivent se contenter de leur rôle de photos-souvenirs[16].
- L'emprunt du paysage : Daniel Buren aime dire que certaines de ses œuvres « empruntent le paysage ». Cette notion vient du mot japonais Shakkei, qui désigne une tradition des jardins nippons consistant à inclure au travers d’ouvertures aux formes variées, sorte de fenêtres, le paysage proche et lointain de l’arrière-plan dans le jardin, en donnant une impression d’infini. Le paysage, humblement « emprunté », devient ainsi une composante du jardin, mais il n’a pas été approprié. C’est cette image qui est apparue bien plus intéressante à Daniel Buren que les termes habituels d’encadrement, d’inclusion, or il s ‘agit bien de cela : cadrer le paysage, l’environnement dans l’œuvre, ou intégrer l’œuvre dans un paysage. Œuvre et site sont momentanément indissociables, mais librement ; pour Daniel Buren, il y a paysage emprunté lorsqu’il y a osmose entre l’ajout et l’existant, ce terme renforça sérieusement le fait que l’existant, même transformé, ne lui appartient pas[17].
- La révélation : Les œuvres de Daniel Buren agissent tels des révélateurs, elles sont assimilables en quelque sorte a des instruments optiques, a des ≪ outils pour voir ≫ : on perçoit un lieu, un objet d’une autre manière a travers elles, l’invisible ou plutôt l’imperceptible, l’implicite, se dévoilent. Dès les premiers travaux in situ, il s’agit de révéler les règles inconscientes qui régissent le domaine de la vision, les conditions de visibilité de l’art et les faux présupposes sur l’artiste ou le musée. Chacune de ses interventions dans les institutions révélera par exemple de manière critique des contraintes masquées. Les éléments insoupçonnés mais signifiants surgissent grâce à son intervention ; c’est un apprentissage du regard et un élargissement du champ visuel que propose Daniel Buren à travers ses différentes interventions[15].
- Le point de vue : L’artiste accorde une importance toute particulière au « point de vue ». Comment un spectateur regarde une œuvre ? Comment un lieu regarde un autre lieu ? Les multiples questions de points de vue ont intéressé Daniel Buren depuis toujours. Au point de vue unique massivement employé par les artistes, il propose de substituer une multiplicité de points de vue, laissant au spectateur la liberté de choisir sa propre perspective et d’en changer a sa guise. C’est pourquoi la meilleure approche de son art est probablement la déambulation, chaque pas offrant une nouvelle vision de l’œuvre et du lieu avec lequel elle fait corps. Cette ≪ perspective réelle ≫, mise en jeu a chaque instant et de manière unique par un spectateur non manipulé, se différencie de l’expérience muséale classique. En contrepartie, la vision de l’œuvre est toujours fragmentaire : la totalité ne saurait s’appréhender que par le mouvement et l’imagination[18].
- Le mouvement : Pour Daniel Buren, le spectateur doit être en mouvement et explorer une œuvre sous différents points de vue ; tandis que l’œuvre elle-même prend en compte cette dimension : elle peut être mobile, et certains de ses éléments ne s’apprécient qu’avec le mouvement. L’artiste a effectivement explore en profondeur les possibilités offertes par le mouvement, en créant notamment des ballets et des chorégraphies, ou en jouant avec des éléments mobiles, naturellement ou artificiellement. Le mouvement devient alors le moteur de l’œuvre, les couleurs et les formes fuient et s’adaptent sans cesse, rien n’est établi[15].
- La couleur a toujours été un élément constitutif du travail de Daniel Buren. Au moment où il arrive sur la scène internationale, l’avant-garde a généralement recours a des teintes ternes et neutres, prétendus gages de sérieux. Daniel Buren se démarque tout de suite par un usage de couleurs franches. Composante fondamentale des arts visuels, la couleur est l’un des rares éléments non descriptible ou traduisible objectivement sous une autre forme : ≪ pensée pure ≫, elle ne peut qu’être vue. Entre coloris des matériaux, effets de transparence, de rayonnement, etc., la couleur a pris de plus en plus de place dans les œuvres de Daniel Buren ; leur choix et leur composition relèvent du hasard (ordre alphabétique par exemple), a de rares exceptions près. Ainsi le gout personnel de l’artiste n’entre pas en jeu et les couleurs agissent pour elle-même, de manière brute[19],[15].
- La lumière, déterminante pour la perception, est aussi intégrée aux travaux de Daniel Buren : elle joue avec certains matériaux réfléchissants, translucides ou transparents, mais aussi avec les couleurs, avec les formes et les ombres, transformant l’œuvre et son environnement a chaque instant. Dans la logique de l’in situ, la lumière est en effet l’une des composantes irréductibles du travail : notre appréciation d’un lieu ou d’une œuvre peut totalement changer en fonction de sa lumière ou de son éclairage. Depuis les dispositifs les plus simples (la lumière naturelle, privilégiée), jusqu’aux dernières innovations technologiques (fibres optiques), en passant par des sources artificielles variées (spots, lanternes), la sensation lumineuse est l’un des éléments cruciaux avec lesquels jouent les interventions de Daniel Buren, en perpétuelle évolution[15].

Après avoir critiqué les institutions (musées, salons…) en 1968, il préfère intervenir dans la rue mais peu à peu il réintégrera le système de l’art. Dans tous les cas, il travaillera in situ, adaptera son travail au lieu, et détruira ses œuvres une fois l’installation terminée. Au travers de ce travail éphémère, les bandes alternées, qu’il nommera « outil visuel », lui permettent notamment de révéler les particularités signifiantes du lieu, les déployant au sein de dispositifs spécifiques et parfois complexes, entre peinture, sculpture et architecture,.
Ses interventions in situ jouent sur les points de vue, les espaces, les couleurs, la lumière, le mouvement, l’environnement, la découpe ou la projection, assumant leur pouvoir décoratif ou transformant radicalement les lieux, mais surtout interrogeant les passants et spectateurs. C’est notamment le cas pour l’intervention des « Hommes Sandwichs » dans Paris, où des hommes portent des pancartes recouvertes de papier rayé. Mais aussi pour l’ « Affichage sauvage » de papier à rayures blanches et vertes dans les rues de Paris.
Au cours des années 1970, ses interventions « rayées » envahissent tous les supports : portes, escaliers, trains, voiles, gilets pour gardiens de musée, etc. En même temps que son œuvre prend une ampleur infinie, elle devient plus diversifiée et colorée, transgressant ainsi l'interdit moderniste qui bannit toute fonction décorative.
Il commence aussi à exposer dans les musées, ce qui lui permet d'aiguiser sa critique institutionnelle. Du musée Guggenheim de New York à la Documenta de Kassel, il est souvent intervenu de manière critique par rapport aux institutions artistiques. Pour lui, « toute œuvre exposée est mise en scène », il considère donc l'exposition comme un décor, dénonçant ainsi le rôle de l'institution qui préside habituellement à cette mise en scène.

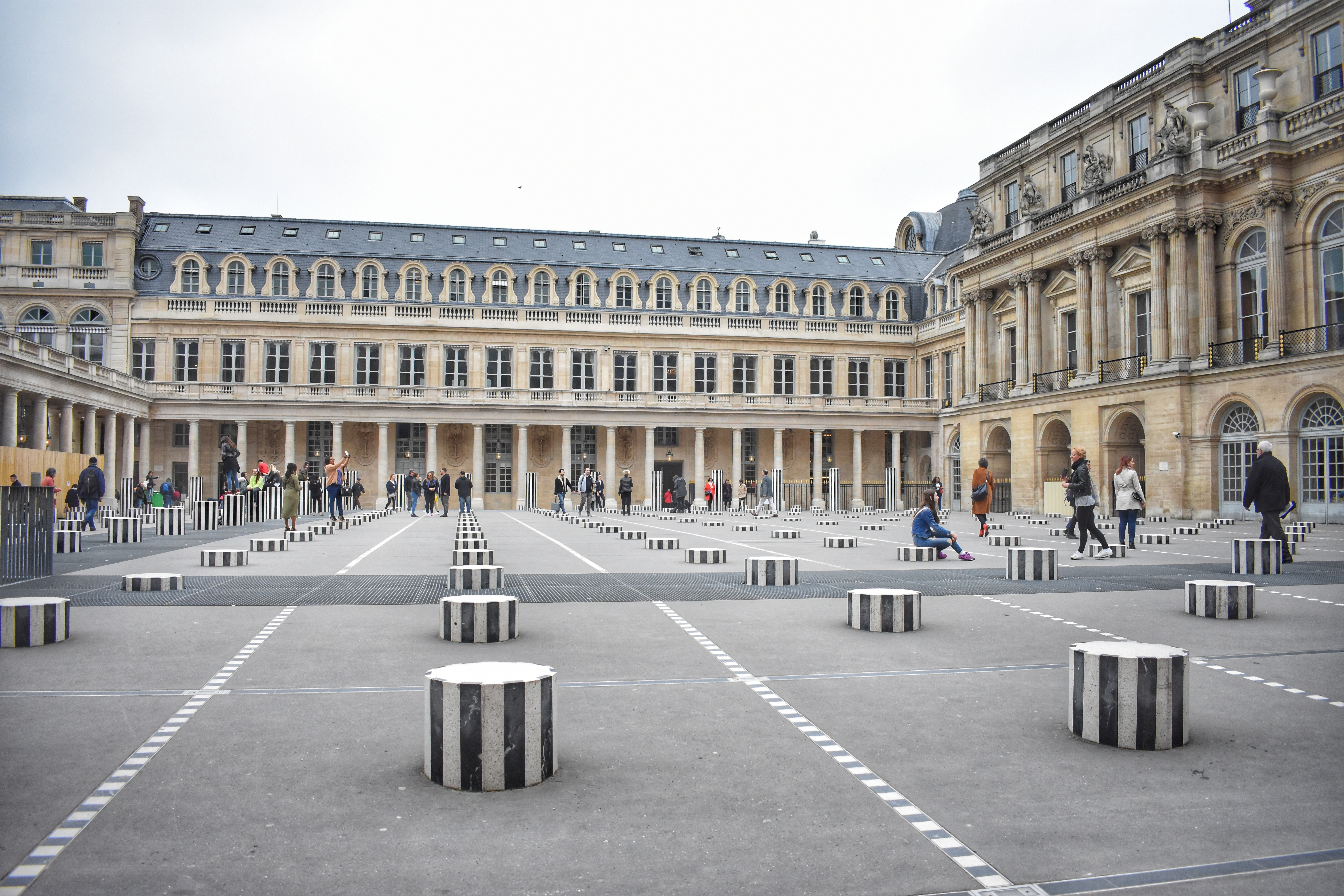
Les Deux Plateaux, Cour d'Honneur du Palais-Royal, Paris.

Les années 1990 marquent l'époque des premières commandes publiques. Incisif, critique, engagé, le travail de Buren, continuellement développé et diversifié, suscite toujours commentaires, admiration et polémique. En 1986 est réalisée sa commande publique la plus controversée, Les Deux Plateaux, pour la cour d’honneur du Palais-Royal à Paris. Cette intervention a été source de polémiques. Commandé par le ministre de la Culture de l’époque, Jack Lang, et le président François Mitterrand, le concours de restructuration, de ce qui est alors le parking du ministère, est gagné par Daniel B Patrick Bouchain.
Les recherches de Buren tendent vers la création de colonnes en marbres, rayées blanc et noir (en respectant toujours l’écartement de 8,7 cm), disposées selon une trame. Leurs bases se situent en sous-sol, les plus basses sortent à peine du sol alors que les plus hautes montent à 3 mètres. Les travaux commencent mais peu de temps après, en mars 1986, après les élections législatives, le ministre de la Culture change : Jack Lang cède la place à François Léotard. Se servant des critiques faites par les riverains et les magazines qui se montaient contre le projet, le nouveau ministre décide de le stopper. Buren se défend en évoquant la possibilité de finir l’œuvre et de voir les réactions qu’elle va produire ; en fonction, il la détruira ou non. Dans cette optique, le projet est terminé et, finalement, gardé.

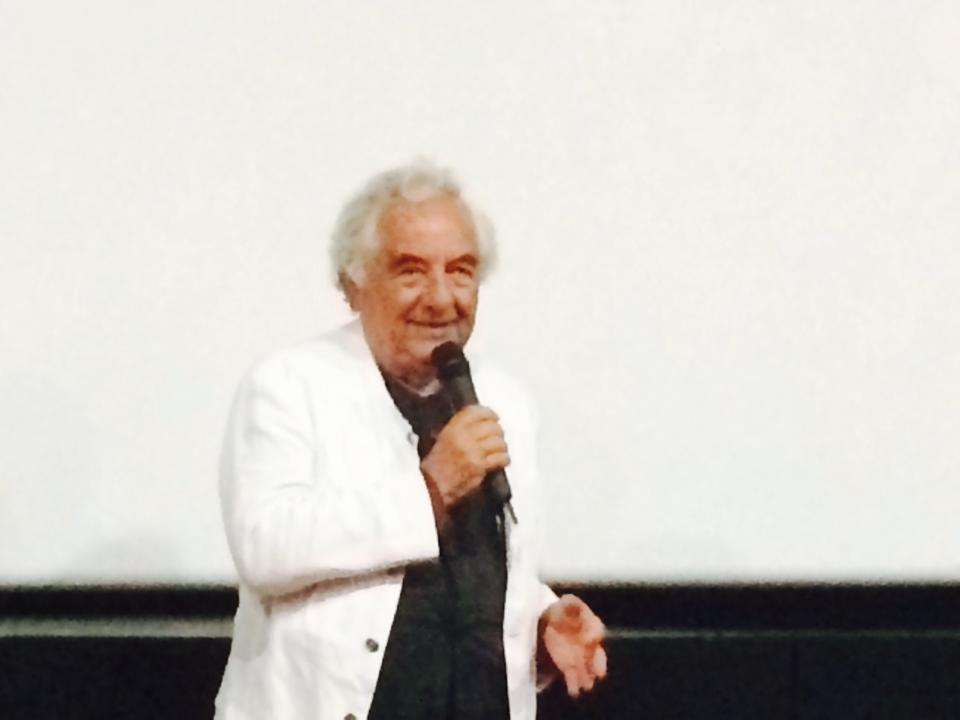
Daniel Buren au FILAF à Perpignan en juin 2014.

La même année, Buren représente la France à la biennale de Venise et remporte le Lion d'or. Il fait partie des artistes les plus actifs et reconnus de la scène internationale, et son œuvre est accueillie par les plus grandes institutions et par les sites les plus divers dans le monde entier.
Dans son travail, il s'intéresse de plus en plus aux liens entre architecture et art. Il développe un travail plus tridimensionnel et une conception de l'œuvre qui n'est plus objet, mais modulation dans l'espace. Constructions et déconstructions se mêlent dans ses Cabanes Éclatées.
Dans les années 1990, il continue de travailler sur ces dispositifs architecturaux de plus en plus complexes, multipliant les jeux sur les matériaux et sur les couleurs. Ce dernier élément n'est plus seulement appliqué au mur, mais « installé dans l'espace » sous forme de filtres, de plaques de verre ou de plexiglas colorés. L'impression d'éclatement de l'œuvre est parfois accentuée par l'utilisation de miroirs.
En 2007, il remporte le prix Praemium Imperiale à Tokyo, récompense considérée comme le Nobel des arts plastiques, dans la catégorie peinture.

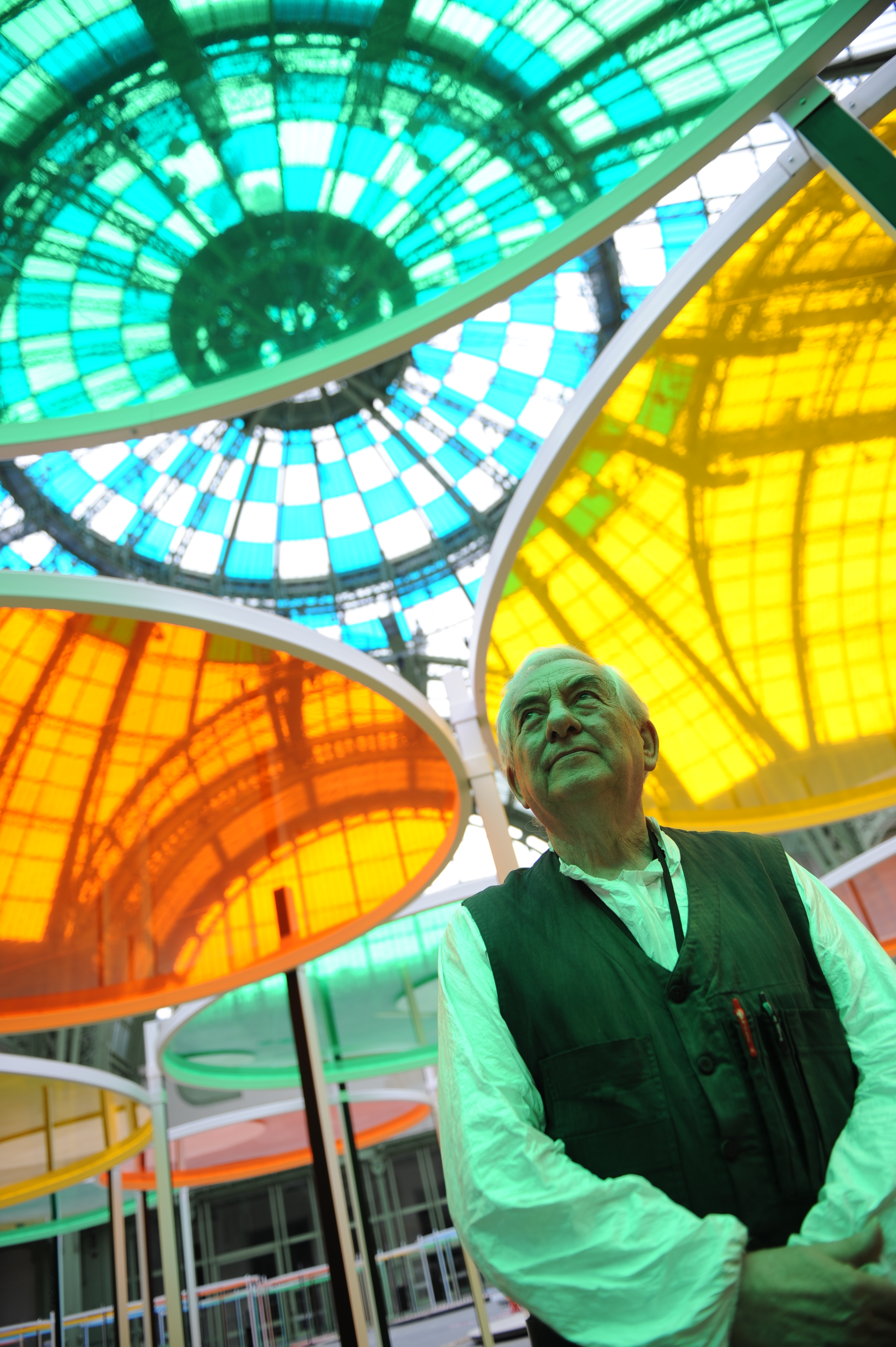
Daniel Buren pose le 8 mai 2012 au Grand Palais à Paris à l'occasion de l'exposition Monumenta.

En mai et juin 2012, Buren est l'artiste invité de la cinquième édition de l'exposition « Monumenta » au Grand Palais.
Daniel Buren assure la scénographie du ballet Daphnis et Chloé, chorégraphié par Benjamin Millepied, à l'Opéra de Paris, en mai 2014.
Il est invité d'honneur du Festival international du livre d'art et du film à Perpignan en 2014.

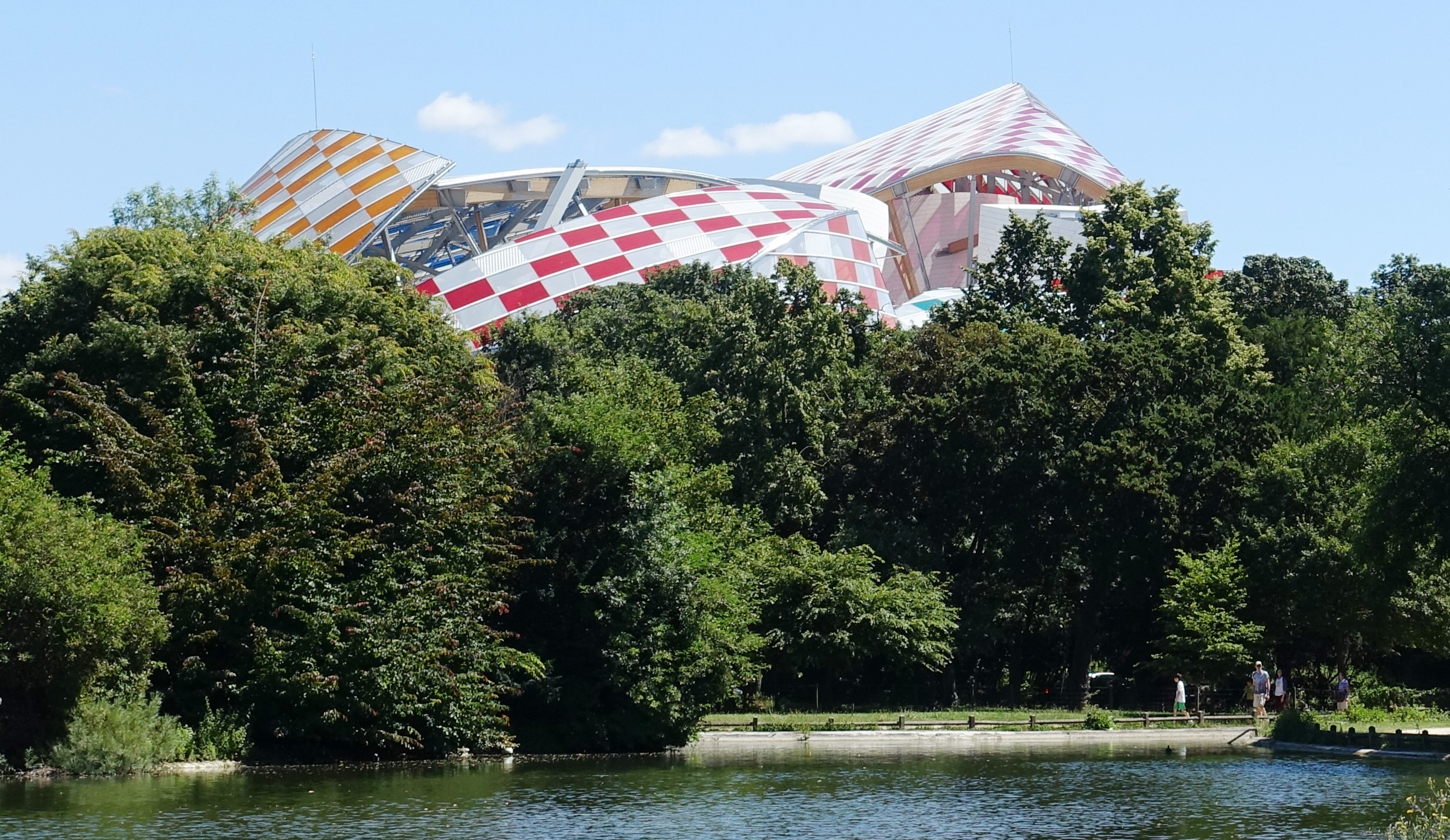
Observatoire de la Lumière, Fondation Louis Vuitton, Paris

En 2016, il réalise L'Observatoire de la lumière, installation in situ sur l'enveloppe du bâtiment de Frank Gehry à la fondation Louis Vuitton dans le bois de Boulogne. La même année, il investit le jardin de l'hôtel parisien le Bristol, où il installe une pergola en plexiglas coloré, installation présentée sous le nom de Pause colorée.
En 2021 sort un film qu'il réalise, intitulé À contre-temps, À perte de vue et retraçant de façon chronologique l'ensemble de son travail des années 1960 jusqu'à aujourd'hui. D'une durée initiale de 6h25, ce film est appelé à s'actualiser en suivant le travail de Daniel Buren.
Daniel Buren réalise dans le monde entier des centaines d'œuvres in situ qui soulignent, contrarient ou mettent en valeur les caractéristiques des lieux qui l'accueillent. Les œuvres de Buren, qui se mesurent à un ensemble de questions liées à la perception, la couleur, l'architecture ou les relations spatiales, visent à permettre une perception directe et à provoquer une réponse sollicitant la sensibilité et la réflexion du spectateur. Son art envahit l'espace pour en révéler les limites à la fois spatiales, institutionnelles et esthétiques. Ni tableau, ni sculpture, ni architecture, ni décor, chacune des réalisations de Buren renouvelle le rapport entre l'œuvre, le lieu et le spectateur.

### Prix et distinctions
- 1986 : Lion d'or du meilleur pavillon national de la biennale de Venise (Pavillon de la France)[35]
- 2005 :  Commandeur de l'ordre des Arts et des Lettres[36]
- 2007 : Praemium Imperiale remis par l’Empereur du Japon[27]

### Hommage
En 1999, dans son tableau Le Bain à Cantolao ou 8,7 = rideau (Ingres), le peintre Herman Braun-Vega fait un clin d'œil aux fameuses bandes verticales de 8,7 cm de largeur de Daniel Buren.

### Autre
- Lauréat de la fondation Zellidja[39]
- Acquis par le Fonds municipal d'art contemporain de la Ville de Paris en 1999
- À la station Banqiao (en) du métro de Taipei, une installation permanente d'artiste a été réalisée en 2019 lors de l'ouverture de la ligne circulaire (Y)[40].

## Œuvres dans l'espace public et semi-public

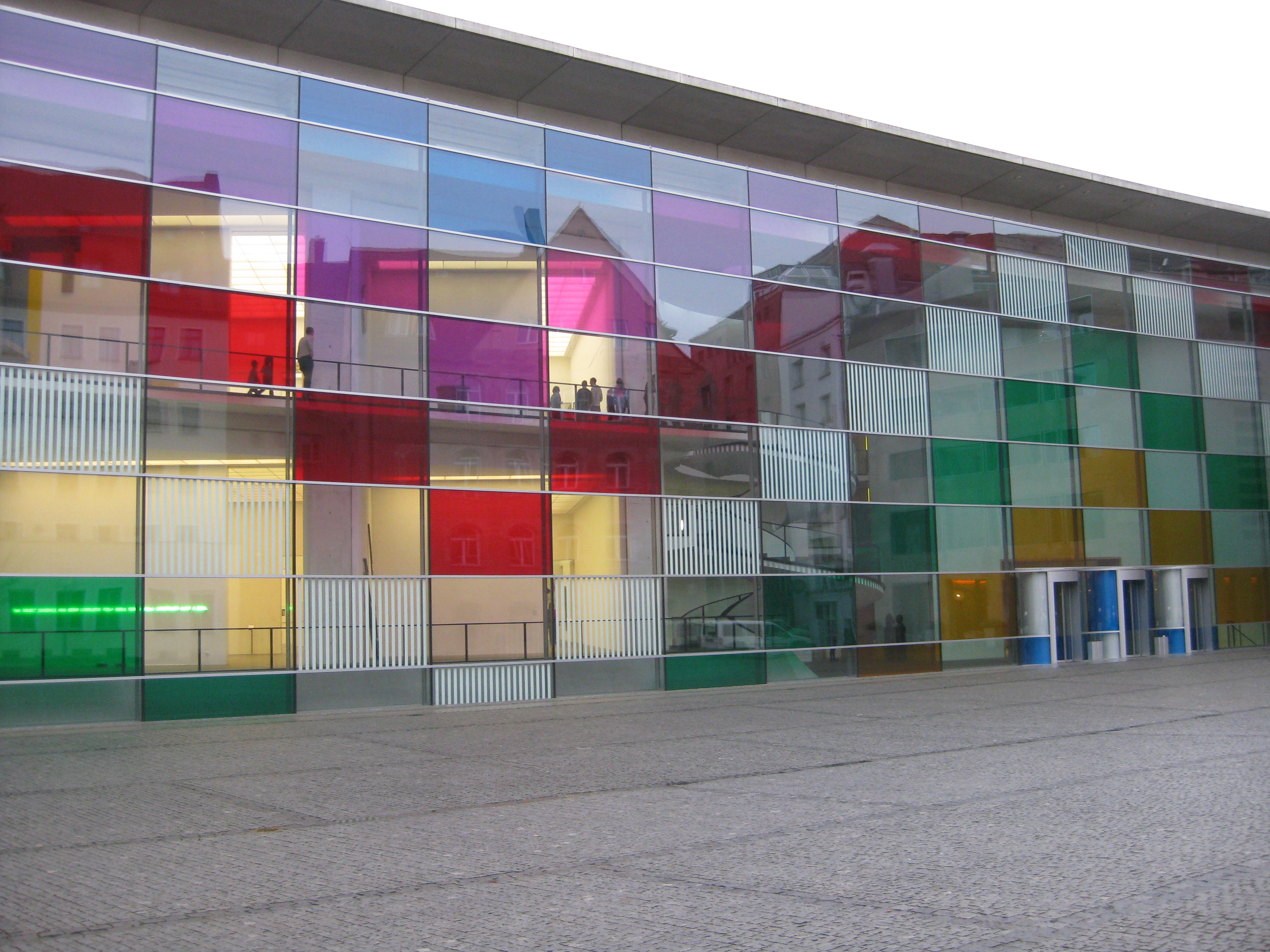
Façade du Neues Museum de Nuremberg mise en couleur par Daniel Buren.

## Publications
- Position-Proposition, Städtisches Museum, Mönchengladbach, 1971
- Sanction of the Museum, Museum of Modern Art, Oxford, 1973
- Five texts, John Weber gallery, New York / Jack Wendler gallery, Londres, 1973
- À partir de là / Von da an, Städtisches Museum, Mönchengladbach, 1975
- Rebondissements, Daled & Gevaert, Bruxelles, 1977
- Les couleurs : sculptures. Les formes : peintures, Centre Georges Pompidou, Paris / Les presses du Nova Scotia College of Art and Design, Halifax, 1981
- “Exposition/Diffusion“, Le Consortium, 1982
- Points de vue, Daniel Buren, Suzanne Pagé, musée d'art moderne de la ville de Paris, 1983
- Exposition collective, « Best Of », Consortium de Dijon, 1983
- De la Couverture, XLIIe biennale de Venise, AFAA, Paris, 1986
- Entrevue. Conversations avec Anne Baldassari, Musée des arts décoratifs / Flammarion, Paris, 1987
- Daniel Buren, Catherine Francblin, Art Press, Paris, 1987
- Photos-Souvenirs 1965-1988, Daniel Buren, Art Edition, Villeurbanne, 1988
- Les Écrits (1965-1990), Daniel Buren, capc, Musée d'art contemporain, Bordeaux, 1991
- Arguments topiques, Daniel Buren, Marc Sanchez, capc, musée d'art contemporain, Bordeaux, 1991
- Propos délibérés, Daniel Buren-Michel Parmentier, entretiens avec Anne Baldassari, Art Edition, Villeurbanne / Palais des Beaux-Arts, Bruxelles, 1991
- Erscheinen, scheinen, verschwinden, Daniel Buren, Doris Krystof, Kunstsammlung Nordrhein-Westfalen, Düsseldorf, 1996
- Transparence de la lumière, Travaux in situ, Daniel Buren, Shimizu Toshio, Art Tower Mito (Japon), 1996
- Images du Japon, AFAA, Paris, 1996
- À force de descendre dans la rue, l’art peut-il enfin y monter ?, Daniel Buren, Sens & Tonka, Paris, 1998
- L'Ineffable, à propos de l'œuvre de Ryman, Daniel Buren, Jannink, Paris, 1999
- Les Couleurs Traversées, Daniel Buren, Eckardt Schneider, Kunsthaus, Bregenz, 2001
- Daniel Buren, Guy Lelong, Flammarion, Paris, 2001, édition augmentée 2012
- Mot à mot, Daniel Buren, Bernard Blistène, Alison Gingeras, Laurent Le Bon, Julie Pellegrin, Editions Centre Pompidou / Editions de la Martinière / Editions Xavier Barral, Paris, 2002
- In situ, Bruno Corà, Testo & Immagine, Turin, 2003
- Transitions : works in situ, Daniel Buren, Odate Natsuko, Kitagawa Tomoaki, Toyota Municipal Museum of Art, Toyota, 2003
- Buren Times, Bernard Blistène, Daniel Buren, Susan Cross et Alison Gingeras, Guggenheim Museum, New York, 2005
- Daniel Buren, Intervention II works in situ, Daniel Buren, Jérôme Sans, Suzanne Cotter, Modern Art Oxford, 2006
- L'Atelier de Daniel Buren, Marion Chanson, Thalia Edition 2008
- Histoire du Palais-Royal. Les Deux Plateaux, Michel Nuridsany, Daniel Buren, Patrick Bouchain, Jean-Christophe Denise, Edith Hallauer, Actes Sud, Arles, 2010
- Daniel Buren & Alberto Giacometti, œuvres contemporaines 1964-1966, Bernard Blistène, Daniel Buren, Véronique Wiesinger, Éditions Kamel Mennour, Paris, 2010
- Allegro Vivace, Daniel Buren, Karola Kraus, Doris Krystof, Cora von Pape, Staatliche Kunsthalle, Baden-Baden / Walther König, Cologne, 2011
- Daniel Buren, David Palterer, Gli Ori, Pistoia, 2011
- DVD Works & Process Daniel Buren Volume 1 (12 films), a.p.r.e.s éditions, Paris, 2011
- Excentrique(s), travail in situ, album de l’exposition Monumenta 2012, Daniel Buren, Marc Sanchez, Jean-Marie Gallais, coédition Centre national des arts plastiques-Réunion des musées nationaux Grand Palais, 2012
- Les Écrits (1965-2012), 2 volumes (1965-1996 et 1996-2012) de 2 000 pages chacun ; direction de la publication : Marc Sanchez, coédition Centre national des arts plastiques et Flammarion, 2012
- Esquisses graphiques pour Excentrique(s), travail in situ, Éditions Dilecta, Paris, 2012
- "Buren", Guy Lelong, Flammarion/Cnap, édition augmentée, Paris, 2012
- Daniel Buren, Travaux in situ & Situé, Istres (livre + DVD), a.p.r.e.s éditions, Paris, 2014
- Daniel Buren, D'une arche aux autres, Travail in situ, Casablanca, a.p.r.e.s éditions, Paris, 2015
- DVD Works & Process Daniel Buren Volume 2 (5 films), a.p.r.e.s éditions, Paris, 2016

### Vidéographie
- Daniel Buren, film de Camille Guichard avec la participation de Guy Tortosa, 52 min, production Terra Luna Films, France 5, Centre Georges Pompidou.
- Daniel Buren-Jean Nouvel, film de Gilles Coudert (112 min / 1994 / a.p.r.e.s production) Conférence-entretien entre l’artiste Daniel Buren et l’architecte Jean Nouvel organisée par le Centre de Création Contemporaine de Tours et l'Université François-Rabelais.
- Les Deux Plateaux, film de Gilles Coudert, Sébastien Pluot & Xavier Baudoin (8 min / 2002 / a.p.r.e.s production) Guy Lelong, auteur du livre sur le travail de Daniel Buren édité en 2001 chez Flammarion, nous fait part de sa vision de cette œuvre publique au Palais Royal. Un décryptage de cette œuvre particulièrement célèbre et populaire en tant que « colonnes de Buren » mais dont le système reste pour beaucoup méconnu.
- Le Musée qui n'existait pas, film de Gilles Coudert & Sébastien Pluot (30 min / 2002 / a.p.r.e.s production) Documentaire sur l'installation de l'artiste français Daniel Buren au Centre Pompidou intitulée Le musée qui n'existait pas (juin 2002).
- L'œil du cyclone, film de Gilles Coudert (13 min / 2005 / a.p.r.e.s production) Ce documentaire présente l’exposition de l’artiste Daniel Buren qui s’est déroulé au Guggenheim Museum à New York. Le Guggenheim a accueilli en juin 2005 une installation in situ, comme le dit Daniel Buren, « L’œil du cyclone », dans laquelle il interroge à sa manière ce bâtiment emblématique de l’histoire de l’architecture construit par Frank Lloyd Wright.
- 935 mètres de bandes, vidéo de création, installation 3 écrans de Maurice Benayoun (prod. Savoir au Présent, 1984) sur l'exposition Points de vue, ARC Musée d'art moderne de la Ville de Paris.
- La Collection qui n'existait pas, documentaire cinématographique de Joachim Olender, 93 minutes, 2014, dans laquelle on voit intervenir Daniel Buren et son mécène, Herman Daled.
- Les mains de l'art contemporain, documentaire de Luc Riolon et Rachel Seddoh, 52 min, Arte